# نرون (فیلم ۱۹۲۲)
نرون (انگلیسی: Nero) یک فیلم درام به کارگردانی جی. گوردون ادواردز است که در سال ۱۹۲۲ منتشر شد. از بازیگران آن می‌توان به نریو برناردی اشاره کرد.